# Gemini–6A
A Gemini–6A (vagy hivatalos NASA megjelölése szerint a Gemini VIA) az amerikai Gemini-program negyedik emberes küldetése volt. Érdekesség volt, hogy sorszáma ellenére a startja a Gemini VII után következett, amelyet azonban speciális körülmények és megfontolások alakítottak ki. Ahogy a Gemini–program lépdelt előre az Apollo-programhoz szükséges űrműveletek kipróbálásának útján, ez a repülés az űrrandevú tényleges kipróbálását kapta feladatul a Gemini–7 űrhajóval karöltve.
Eredetileg Gemini VI jelzéssel az lett volna a feladata, hogy egy Agena célrakétával találkozzon a műveleti tervnek megfelelően, ám az Agena felbocsátásakor valamilyen probléma támadt és a célrakéta a pályára állásakor felrobbant. Ekkor merült fel a szakemberekben, hogy akár egy másik ember vezette Gemini űrhajó is lehetne céltárgy. Az elképzelés kidolgozása nyomán a NASA meghozta döntését, miszerint a Gemini VII fog szolgálni céltárgyként a Gemini VI számára. Ezért a Gemini VII korábban szállt fel, mint a sorban őt megelőző repülés (a Gemini VI jelölést pedig megváltoztatták Gemini VIA-ra) és a másodikként felszálló űrhajó ezzel kísérelte meg a világon elsőként az űrbeli találkozást.
A repülésre Wally Schirra parancsnokot és Tom Stafford pilótát jelölték ki, akik korábban szerteágazó szimulátoros kiképzést kaptak a műveletekre. Egyben a Gemini VI volt az utolsó olyan űrhajó, amely – lévén csak viszonylag rövid repülési idő volt előirányozva számára – akkumulátorokkal felszerelt űrhajó volt. A repülés legnagyobb kihívása volt, hogy a Gemini VII startját követően milyen gyorsan tudja a földi személyzet ismét szolgálatba állítani a 19-es indítóállást. A tervek szerint erre kilenc nap volt szükséges, amelyet teljesített is a cape-canaveral-i csapat. Ám az ominózus kilencedik napra kitűzött start meghiúsult: a Titan II rakéta egyik elektromos csatlakozója idő előtt kihúzódott, ami a startfolyamat automatikus leállásához vezetett az utolsó másodpercben. Szerencse volt a szerencsétlenségben, hogy az ilyen esetekre a műveleti utasításban előírt katapultálás nem ment végbe, mivel az azt irányító parancsnok nem húzta meg a kart.
A második, immár sikeres startra 1965. december 15-én került sor. Az űrhajósok azt a feladatot kapták, hogy a negyedik keringésük végére hajtsák végre a randevút. Ehhez a röppályájukat úgy választották meg, hogy lényegében magától menjen végbe a megközelítés legnagyobb része, és csak a legutolsó műveleteket kellett az űrhajósoknak finomhangolniuk. Schirráék maradéktalanul végrehajtották a feladatukat, és a megjelölt időre a Gemini VIA a Gemini VII mellé manőverezett, és órákon keresztül ott is maradt (a távolság 30 centiméter és 90 méter között változott a kötelékrepülés során). Ezzel újabb akadály hárult el a holdra szállás útjából. A Gemini VIA végül 1 nap 1 óra és 51 perc repülés után szállt le az Atlanti-óceánon.

## Előzmények

### Gemini kezdetek
A Gemini-program lényegében egy technikai program volt, szinte önálló célkitűzések nélkül, amely azért jött létre, hogy támogassa az Apollo-programot, hogy megalapozza a holdra szállást. Az Egyesült Államok és a Szovjetunió között a hidegháború részeként az 1950-es évek végén és az 1960-as évek elején elindult az űrverseny. Ez az inkább politikai, ideológiai csata arról szólt, hogy kinek fejlettebb a gazdasága, a tudományos és kutatási potenciálja, ki tud előbb végrehajtani az akkori idők csúcstechnológiai ágazatában, az űrtevékenységben valamilyen teljesítményt. A szovjetek a Szputnyik–1 1957. október 4-i felbocsátásával megnyerték az űrverseny „első futamát”, majd onnantól kezdve egy sor más eredménnyel előzték meg az amerikaiakat (pl. állatok felbocsátása, a Hold elérése űrszondával, stb.). Az amerikaiak hiába összpontosították erőforrásaikat (és alapították meg a NASA-t, hogy visszavágjanak, sőt átvegyék a vezetést az űrben, a világ első űrhajósát, Jurij Gagarint is a szovjetek juttatták fel a Vosztok–1 fedélzetén 1961. április 12-én.
Az amerikai közvélemény azt várta el a mindenkori kormányzattól, hogy vágjon vissza az ellenlábas szovjeteknek és Amerika előzze meg a szovjeteket az űrtevékenységben. A Gagarin repülésével elszenvedett minden korábbinál nagyobb presztízsveszteségre az újonnan feláll Kennedy adminisztráció azt a megoldást találta, hogy kell egy olyan bombasztikus cél az űrtevékenységben, amelynek teljesítésével automatikusan eltörlik annak emlékét, hogy az első műholddal, vagy az első emberrel a szovjetek valaha vezető szerepet szereztek és Amerikát helyezik a vitathatatlan vezető szerepbe. Több elgondolásból a holdra szállást választották, méghozzá egy évtizeden belül ilyen teljesítményként. Azonban az Apollo–program Kennedy elnök általi bejelentésekor az USA űrpotenciálja fényévekre állt attól, hogy a cél teljesíthető legyen. Anyagok, eszközök, eljárások tucatjait kellett még feltalálni, hogy ember juthasson a Holdra. Többek között bizonyítani kellett, hogy két űrhajó képes találkozni az űrben (űrrandevú), össze tud kapcsolódni (dokkolás), az űrhajósok ki tudnak szállni az űrhajóból és ott munkát tudnak végezni (űrséta), illetve az emberi szervezet kibír egy akár a holdutazáshoz szükséges időtávval kalkuláló űrrepülést (hosszú távú repülések). A NASA úgy döntött, hogy ezen kérdések megválaszolását nem hagyja a szerteágazó fejlesztésekkel elindult Apollo-programra, hanem olcsóbb és hatékonyabb egy párhuzamos program, a Gemini–program elindítása és ezen művelet általa való kikísérletezése. 1961. december 17-én tehát útjára indult a Gemini–program, amelynek feladata az lett, hogy lépésről-lépésre kikísérletezzék a Hold eléréséhez szükséges űrműveleteket.
A program érdemi része, a repülések először két, automata üzemmódban végrehajtott tesztrepüléssel indultak el egy viszonylag rövid fejlesztési időszakot követően. A tesztsorozatot a Mercury repülések tapasztalatai alapján már igen rövidre lehetett fogni. A Gemini–1 néven indított legelső repülésre 1964. április 8-án került sor. A próba során először szerelték össze a Mercury űrhajót a Titan II rakétával és először tesztelték éles körülmények között a rakéta/űrhajó integritását a felszállás során. Maga az űrhajó nem volt teljes értékű, helyette inkább egy műszerekkel teletömött életnagyságú makett volt, mert inkább repülési adatokra volt szükség. A repülés hivatalos programja mindössze három Föld körüli fordulatig tartott és a mérnökök nem is tervezték, hogy az űrhajó irányítottan visszatér, éppen ezért még lyukakat is fúrtak a hőpajzsba, hogy a visszatéréskor könnyebben átégjen és szétessen a szerkezet, amelyre négy nappal a start után sor is került. A tesztet teljes sikerként értékelték. A Gemini–1 után következhetett a Gemini–2 repülése, amelyen az űrhajó visszatéréskori viselkedését vizsgálták. ezúttal már egy teljes értékű űrhajó startolt Cape Kennedy-ről, amelyet azonban nem terveztek orbitális pályára juttatni, hanem megelégedtek egy űrugrással, amelynek végén az űrhajó a lehetséges legnagyobb sebességgel tért vissza az atmoszférába és terhelte meg a vizsgálandó hőpajzsot. A repülésre 1965. január 19-én került sor (egy korábbi, 1964. december 9.-i sikertelen felbocsátási kísérletet követően), amely végül teljes sikert hozott. A rakéta 3422 kilométerre juttatta a déli Atlanti-óceánra az űrhajót, amely rendben leszállt. A kiemelése és az adatok kiértékelése után ezt a tesztet is teljes sikernek ítélték a NASA illetékesei.
Az emberekkel vezetett repülések során az alapcélok szerinti műveleteket vették sorra a repülések során. Gemini VI elé az űrrandevút tűzték ki megvalósítandó célként.

### Voszhod-program
A Szovjetunióban is a Geminihez hasonló továbblépésen dolgoztak – bár teljesen titokban –, a Vosztok-program sikerei után a Szergej Koroljov vezette szovjet űrkutatás átlépett a Voszhod-programba, amelynek ugyanúgy a holdi műveletek lehetőségeinek (többszemélyes, manőverezhető űrhajó, űrrandevú, dokkolás, űrséta, stb.) kidolgozása volt a célja. Mindemellett azonban a szovjetek továbblépése más tervezési elveken alapult és a Voszhod űrhajó nem volt manőverezhető, inkább a Vosztok űrhajó kisebb fokú átalakításából született, amely korlátozások árán, de lehetővé tette, hogy több űrhajós is helyet foglalhasson benne, illetve ráillesztettek egy légzsilipet, amellyel az űrsétá(ka)t tervezték végrehajtani. Ám az eredményeik tükrében az amerikaiak ezt nem tudták, teljesen nyíltnak vélték a versenyt.
A Voszhod–program első próbálkozása több űrhajós felbocsátása volt, a Voszhod–1 1964. október 12-én startolt megelőzve bármiféle Gemini űrhajót. A repülés sikeres volt, az űrhajóban Vlagyimir Komarov parancsnok, Borisz Jegorov orvos és Konsztanytyin Feoktyisztov fedélzeti mérnök (egyébként az űrhajó egyik tervezője) egy napos, 16 keringéses repülést teljesített. Ezzel ismét egy újabb űrbeli elsőséget (ti. az első többszemélyes űrhajó repülését) biztosítva a Szovjetunió számára. Amerikában ezt újabb lemaradásnak könyvelhették el. Majd ezután 1965. március 18-án, öt nappal megelőzve a Gemini–3-at Bajkonurból felszállt a Voszhod–2, fedélzetén Pavel Beljajev és Alekszej Leonov űrhajósokkal, hogy egy nem különösebben hosszú – 1 nap 2 óra 2 perces időtartamú – repüléssel egy újabb űrbeli elsőséget állítsanak fel: Alekszej Leonov a világon elsőként végzett űrsétát. Amerika lemaradása látszólag még mindig fennállt a korábbi programokhoz és űrteljesítményekhez hasonlóan, a szovjetek ismét előbb mutattak be űrműveleteket, mint ők.
Amit a szovjet híradások nem adtak közre, az az volt, hogy a világ első űrsétája, illetve az azt övező űrrepülés mennyire csak félsiker volt. Leonov ugyan negyed óráig kinn volt az űrben, ám az űrhajós az űrruha kialakítása miatt alig tudott visszatérni az űrhajóba és kis híján belehalt az erőfeszítésbe (az űrruha a belső nyomástól annyira felfújódott, hogy Leonovból lényegében egy nagy Michelin-baba lett, aki nem tudott visszamászni az űrhajó zsilipjébe, ahonnan kijött, csak ha leeresztette az űrruha belső levegőjét, azt kockáztatva, hogy megfullad). A problémák később is folytatódtak: az űrkabinból is szivárogni kezdett a levegő, majd navigációs problémák miatt a fékezést kézi vezérléssel kellett kivitelezni. Ennek hatására a leszállás is több száz kilométerre a kijelölt helytől, Perm város közelében került sor. A mentőegységeknek negyvennyolc órájába telt, hogy a havas erdőből kimentsék az először halottnak hitt két űrhajóst. A félsiker miatt, illetve a főtervező Koroljov korai halála miatt a szovjetek nem is folytatták a Voszhod-programot a későbbiekben. Ezzel lehetőség nyílott, hogy a jóval fejlettebb Gemini űrhajókkal az amerikaiak átvegyék a vezetést az emberes űrhajózási projektek teljesítményeit illetően.

### Embervezette Gemini repülések
A sikeres Gemini–1 és –2 teszt után következhetett a program érdemi része, az űrhajósok részvételével történő repülés és a valós célok végrehajtása. Ehhez azonban még egy, afféle a Mercury kezdeti és a Gemini fejlettebb repülései közötti hidat képző repülést kellett beiktatni, ami tekinthető volt az űrhajó berepülésének is. A NASA a Gemini–3-ra osztotta ezt a szerepet. Ennek a repülésnek egyetlen célja volt, bizonyítani az űrhajó és a hordozórakéta képességeit teljes kiépítésben. A Gus Grissom parancsok és John Young pilóta alkotta legénységgel 1965. március 23-án szállt fel a Gemini–3, mindössze három Föld körüli keringéses repülésére. Ennek során az űrhajósok sikerrel tesztelték az űrhajó fő tervezési követelményeinek megfelelő manőverezőképességet: a Molly Brown hívójelet kapott űrjármű sikerrel változtatott pályasíkján és pályagörbéjén, amely alkalmassá tette, hogy a világűr tetszőleges pontját elérje – nyilvánvalóan a hajtóanyag mennyisége által állított korlátok között –. A 4 óra 55 perc 14 másodperces út csak apróbb problémákat hozott, de alapvetően bizonyította a NASA és a külvilág számára, hogy az űrhajótípus érett a feladatokra, az űrügynökség bátran belevághat a kitűzött komolyabb feladatokba.

#### Gemini IV

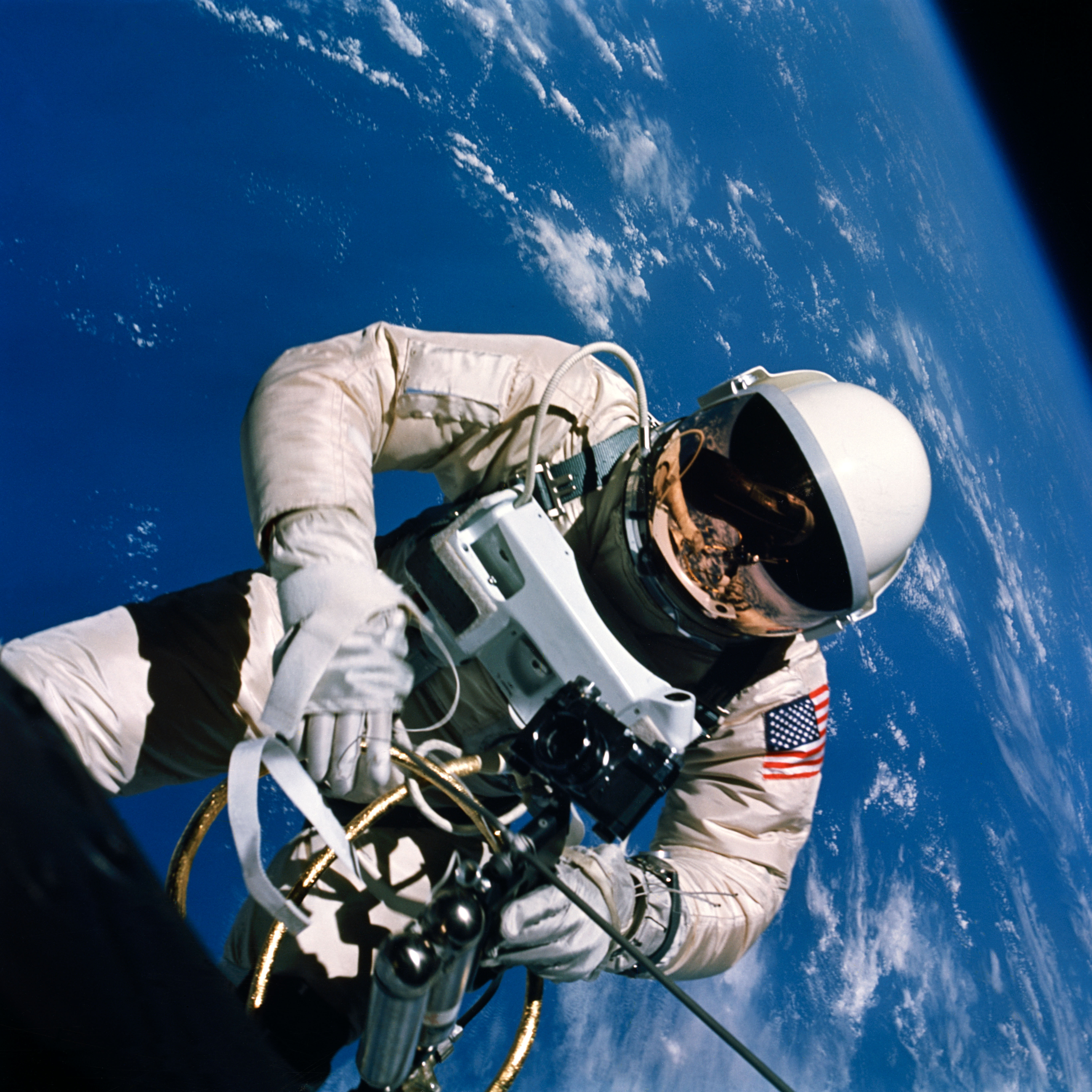
Ed White, az első amerikai űrsétán

A NASA a Gemini IV-gyel kettős feladatot célzott meg: választ adni egy újabb szovjet elsőségre és teljesíteni a holdprogrammal kapcsolatos új eljárások egyikét. Eredetileg az űrhajó berepülését követő első tudományos repülést hét naposra tervezték, egy űrrandevúval a csúcspontján. Ezt azonban több oldalról átírták a körülmények. Egyrészről az űrhajó energiaellátásához szükséges üzemanyagcella fejlesztése nem állt a megfelelő fázisban, ezért akkumulátorokkal kellett helyettesíteni, ám azok kapacitása csak négy napos működésre volt elegendő, így a repülési idő kényszerűen lerövidült. A másik ok nem technikai volt, hanem a Voszhod–2 sikeres, vagy legalábbis sikeresnek hirdetett útja, amelyen Alekszej Leonov dokumentáltan elvégezte a világ első űrsétáját. Ezt az amerikai közvélemény ismét vereségként fogta fel, ezért fontos volt mihamarabb legalább választ adni rá. A Gemini–program során csak jóval későbbre tervezték az űrséta megvalósítását, ám ez több mint egy évre tágította volna az időbeli rést a két ország között, ezért a NASA vezetése úgy döntött, az első lehetséges repülésre előrehozzák az amerikai űrsétát. Ez a kísérlet volt a Gemini–4.
A startra 1965. június 3-án, 10:26:59-kor (15:15:59 UTC) került sor Cape Canaveral 19-es indítóállásáról. A felszállás egy kisebb, váratlan rángatózástól (ún. pogo oszcilláció) eltekintve tökéletes volt, az űrhajó 163 * 282 km-es ellipszis pályára állt. A repülés első feladata az űrhajót pályára állító Titan II második rakétafokozatával való űrrandevú volt, az űrhajósoknak egy-két méterre meg kellett volna közelíteni a leválasztás után eltávolodott eszközt és kötelékben repülni vele egy ideig. A repülés idejére még nem készült el a randevúradar fejlesztése, ezért az űrhajósok a saját szemükre támaszkodhattak csak a manővernél. Többszöri sikertelen próbálkozást követően McDivitték felhagytak a randevú megkísérlésével, mivel az nem vezetett eredményre.
A repülés második feladata az űrséta végrehajtása volt, amelyre Ed White volt kijelölve. White előbb elvégezte az űrséta előkészítő tevékenységeit (összeszerelt egy, a manőverezéshez szükséges sűrített levegős pisztolyt, illetve csatlakoztatta az űrruhájához a létfenntartó rendszer csatlakozóit, a köldökzsinórt, stb.), majd kihermetizálták a kabint, némi nehézség árán kinyitották a kabinajtót és az űrhajós kilebegett az űrbe. A manőverező pisztoly segítségével különböző irányú mozgásokat próbált ki, amelynek során az űrbeli mozgás semmiféle nehézséget nem okozott és nem merült fel egyéb zavaró körülmény, (pl. rosszullét) sem. Harminchat perc elteltével White az irányítás határozott utasítására visszatért a kabinba parancsnoka, Jim McDivitt mellé, amellyel az első amerikai űrsétát sikerrel teljesítettnek minősíthették.
Az űrsétát követően még három napnyi repülés várt az űrhajós párosra, amelynek során tizenegy tudományos (orvosi, fényképezési és egyéb) kísérletet hajtottak végre, mindet sikerrel. A repülés 48. keringésében meghibásodott az űrhajó komputere, ami miatt nem lehetett szó a tervezett, komputer irányítású visszatérésről. A 62 keringésben kézi irányítás mellett hajtották végre az űrhajósok a fékezést a légkörbe való visszatérést. A Gemini IV 1965. június 7-én került sor az Atlanti-óceánon, ahol 81,4 kilométerrel a tervezett leszállási pont mellett szálltak vízre. A helyszínen várakozó USS Wasp anyahajó egy órán belül kiemelte őket.

#### Gemini V
A Gemini V volt a NASA számára a holdutazáshoz szükséges műveletek kipróbálása során a soron következő művelet, az űrrandevú kipróbálására hivatott repülés. A Gemini IV úgy tért vissza a világűrből, hogy ugyan az űrséta diadalának sikere mindent elhomályosított, azonban a randevúkísérlet teljes kudarca árnyékot vetett rá. Ezért mindenképpen szükség volt egy olyan repülésre, amikor teljesen erre az egy feladatra koncentrálva és az ehhez szükséges teljes felszereltséggel próbálkozzanak meg az űrhajósok. A Gemini V fő célkitűzése tehát az űrrandevú kipróbálása lett. További cél volt a Gemini–program felpörgetése azáltal, hogy a repülések közötti időkülönbséget 3 hónapról két hónapra csökkentik és a szovjeteknek megmutatják a képességet. Azzal, hogy az űrrandevút célozták meg, egyben végre elhódított volna a Gemini–program is egy űrbeli elsőséget a szovjetek előtt, különösen úgy, hogy a Voszhod-program kísérletei leálltak (mivel a szovjet program titkos volt, az amerikaiak nem tudták, hogy ellenlábasuk nem a megfelelő úton indult el és a kudarc a szovjet repülések leállásának oka).
A soron következő repülés személyzeteként Gordo Cooper parancsnokot és Pete Conrad pilótát jelölte ki a NASA, tartalékul pedig Neil Armstrongot és Elliot See-t nevezték ki. Ennek a legénységnek is az Új Kilencek csoportja adta a gerincét, egyedül Cooper érkezett még a Mercury-programból.

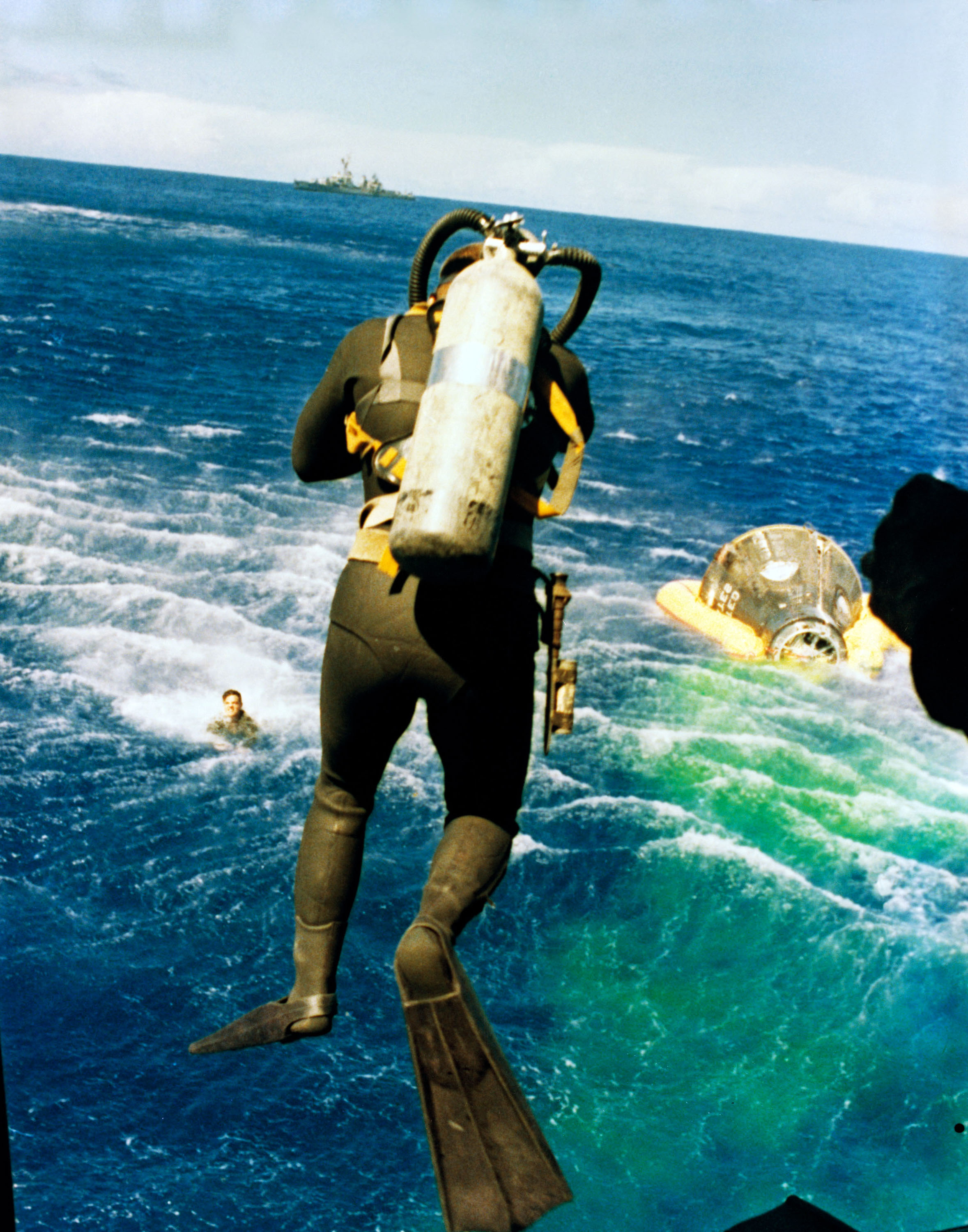
A Gemini V kiemelésére induló békaember a leszállás után

A repülés 1965. augusztus 21-én startolt Cape Kennedy 19-es indítóállásából helyi idő szerint 9:00-kor (14:00 UTC), egy kis ún. pogo oszcillációt leszámítva eseménytelen start keretében. Az űrhajó 163*350 kilométeres ellipszis pályára állt. A pályára állás után rögtön hozzá is kezdett a legénység a legnagyobb figyelemmel kísért randevúkísérlet megvalósításához. Ehhez előbb kibocsátottak egy kis műholdat (hivatalos nevén a Randevú Felmérő Csomagot), majd mikor ez kissé eltávolodott, megpróbáltak odamanőverezni hozzá. Időközben azonban az első útjára felvitt üzemanyagcella, amely a fedélzeti áramellátásért volt felelős abnormális működési paramétereket kezdett jelezni, ami miatt a legénység elővigyázatosságból inkább leállította. Ezzel azonban az elsődleges célkitűzés, az űrrandevú meghiúsult, sőt felvetődött a repülés idő előtti megszakításának és a legénység hazahozatalának gondolata is. Houstonban és St. Louis-ban, az űrhajó gyártóhelyén hamarjában kísérletek indultak az üzemanyagcellával, majd az extrém paramétereken működő eszközzel szerzett tapasztalatok alapján a legénység is visszakapcsolhatta azt, hogy az űrhajóban visszaálljon az áramellátás. Ezzel a korai repülés megszakítás veszélye megszűnt és visszatért a randevúkísérlet gondolata. Ugyan a céltárgynak szánt műhold elveszett, az irányítás rájött, hogy nem igazán egy céltárgyra van szükség, hanem inkább egy kitüntetett pontra az űrben, amit meg lehet közelíteni (a céltárgy inkább csak megtestesíti azt). Ezért Buzz Aldrin vezetésével kidolgoztak egy ún. „fantom randevú” nevű eljárást, aminek pont az volt a lényege, hogy egy kitüntetett ponthoz manőverezzék az űrhajót. A harmadik keringés során Cooper sikerrel teljesítette a fantom randevút, ezzel igazolta, hogy a Gemini űrhajóval valóban lehetséges egy űrbéli randevú megvalósítása.
A további feladat a 8 napos – világrekordot jelentő – időtartam kirepülése volt. Ennek abban állt a jelentősége, hogy ez volt egyenlő nagyjából egy holdutazás elméleti oda- és visszaútjának időszükségletével. Ennek során összesen 17 kísérletet végeztek el – köztük két, a Pentagon által feljuttatott katonai kísérletet is –, zömmel sikerrel. Coooper és Conrad vezette be, hogy nem váltásokban dolgoznak, hanem egyszerre esznek, dolgoznak, de a mi a legfőbb, egyszerre alszanak, mivel a folyamatos rádiózás, a másik űrhajós tevékenysége miatt az alvás lehetetlen volt az egyedül pihenni kívánó űrhajósnak. Az ötödik napot követően a Gemini V-öt sem kerülték el a hibák. Elsősorban a helyváltoztatásért felelős manőverezőrendszer, az OAMS fúvókáinak sorozatos hibái voltak aggasztóak. Éppen ezért a leszállás előtt, már a tervezett utolsó keringés előtti keringés során hozzákezdtek a fékező manőverhez, hogy hiba esetén még mindig maradjon idő korrigálni. A fékezés viszonylag rendben a hibák ellenére is megtörtént és a Gemini V 1965. augusztus 29-én, 7 nap 22 óra 55 perc 14 másodperc repülést követően rendben leszállt az Atlanti-óceánra, ahol a USS Lake Champlain hordozó vette a fedélzetére a legénységet.

## Személyzet

### Repülő személyzet

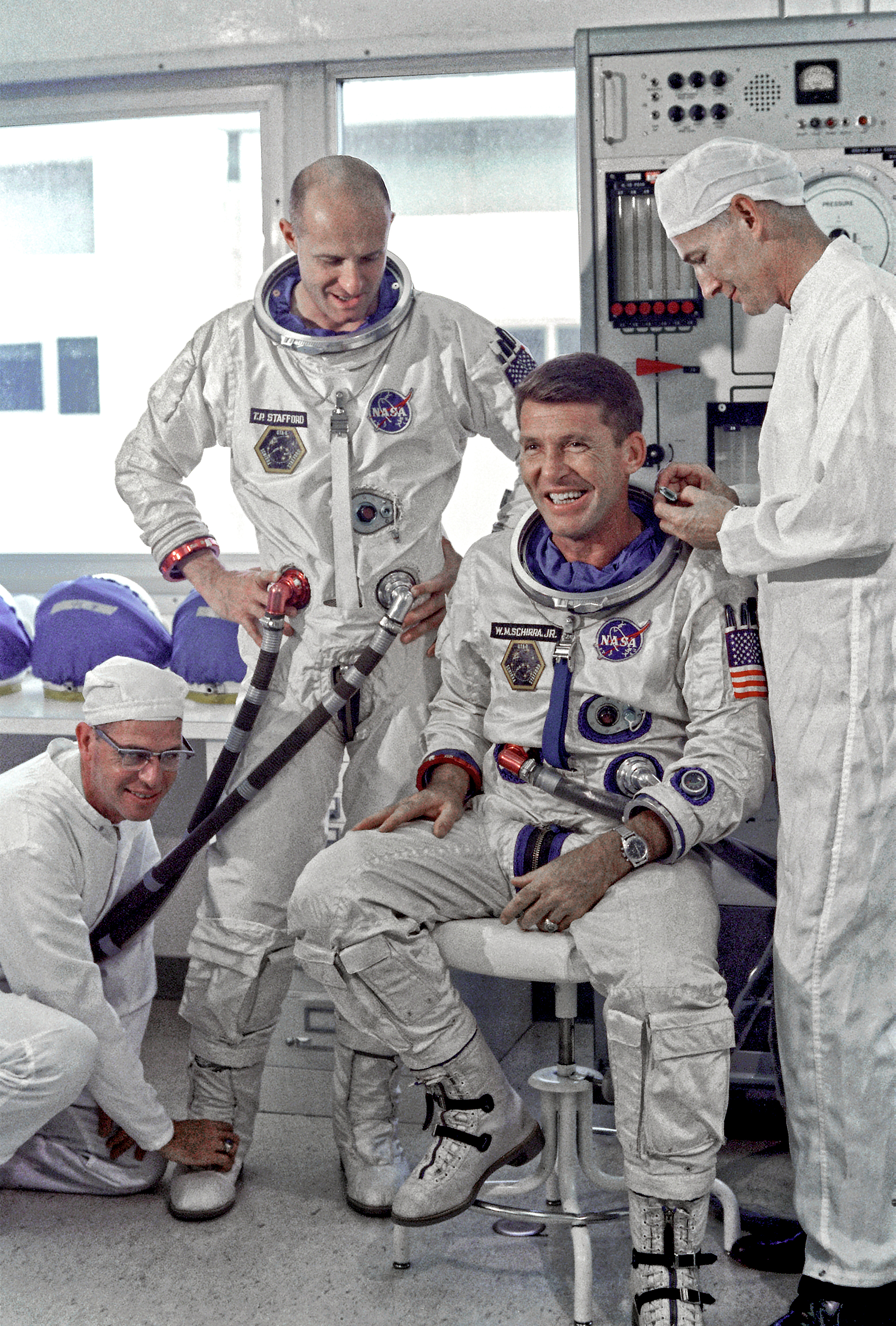
Schirra és Stafford a repülés előtti beöltözéskor

| Beosztás   | Űrhajós                       | Űrhajós                       |
| ---------- | ----------------------------- | ----------------------------- |
| Parancsnok | Wally Schirra (3) űrrepülés   | Wally Schirra (3) űrrepülés   |
| Pilóta     | Thomas Stafford (3) űrrepülés | Thomas Stafford (3) űrrepülés |

### Tartalék személyzet
| Beosztás   | Űrhajós                   | Űrhajós                   |
| ---------- | ------------------------- | ------------------------- |
| Parancsnok | Gus Grissom (2) űrrepülés | Gus Grissom (2) űrrepülés |
| Pilóta     | John Young (6) űrrepülés  | John Young (6) űrrepülés  |

## A repülés

### A repülés közvetlen előkészületei
A Gemini V repülését követően volt némi bizonytalanság a következőleg teljesítendő célokat, illetve az azok teljesítésére szánt repülések sorrendjét illetően. Ami biztos volt: az űrrandevú a „fantom randevú” sikere ellenére még mindig csak elméleti stádiumban volt, még úgy ítélték meg a mérnökök, hogy igenis szükség van egy valódi randevúra is. Emellett a továbblépés a hosszú távú, akár két hetet elérő repülés bemutatása volt. Viszonylag hosszas töprengést követően megszületett a bejelentés, a Gemini VI űrhajósai lesznek azok, akik először hajtanak végre űrrandevút, míg a Gemini VII űrhajósai 14 napos repülésre indulnak (amely így magában foglalja egy holdutazás időtávját mindenféle eshetőséggel számolva).
A randevúhoz vezető úton előbb ki kellett dolgozni a randevú technikáját. Ezt Buzz Aldrin űrhajós (aki az egyetemen egyenesen az űrrandevú témájából írta doktori disszertációját, amiért a többi űrhajóstól a „Dr. Randev”ú gúnynevet kapta) és Dean F. Grimm a Marschall Űrközpont Legénység támogatási Divíziójának vezetője dolgozta ki. Ennek megfelelően az volt az elgondolás, hogy felbocsátanak egy céltárgyat (praktikusan egy passzív Agena rakétát), amely magasabb pályára áll, mint az aktív űrhajó és így üzemanyag felhasználás nélkül éri utol a Gemini az Agenát (mivel az alacsonyabb pálya automatikusan azt jelenti, hogy az űrhajó gyorsabban kerüli meg a Földet, tehát utoléri a fentebb keringő célt, ezzel a leghatékonyabban, a lehető legkevesebb üzemanyaggal lehet űrrandevút kivitelezni). A dolog egyetlen szépséghibája az volt, hogy a manővereket túlzottan is a radarra és a komputerre bízták, szinte automatikusan történt, az űrhajósoknak vajmi kevés ráhatása volt. Ezért a szimulátorban kidolgozták és kb. 50 szimuláció keretében be is gyakorolták az űrhajósok, hogy mit kell tenniük, ha bármelyik berendezés meghibásodna.
A másik kérdéses pont az Agena volt. A randevúhoz a NASA ezt a más területen már kipróbált eszközt választotta. Ám az először Cape Kennedyre érkező Agena 5001-es nem ment át a vizsgálatokon, így a vezetés úgy döntött, hogy a kicsit később érkező 5002-est választja a repülésre.

### Gemini VI

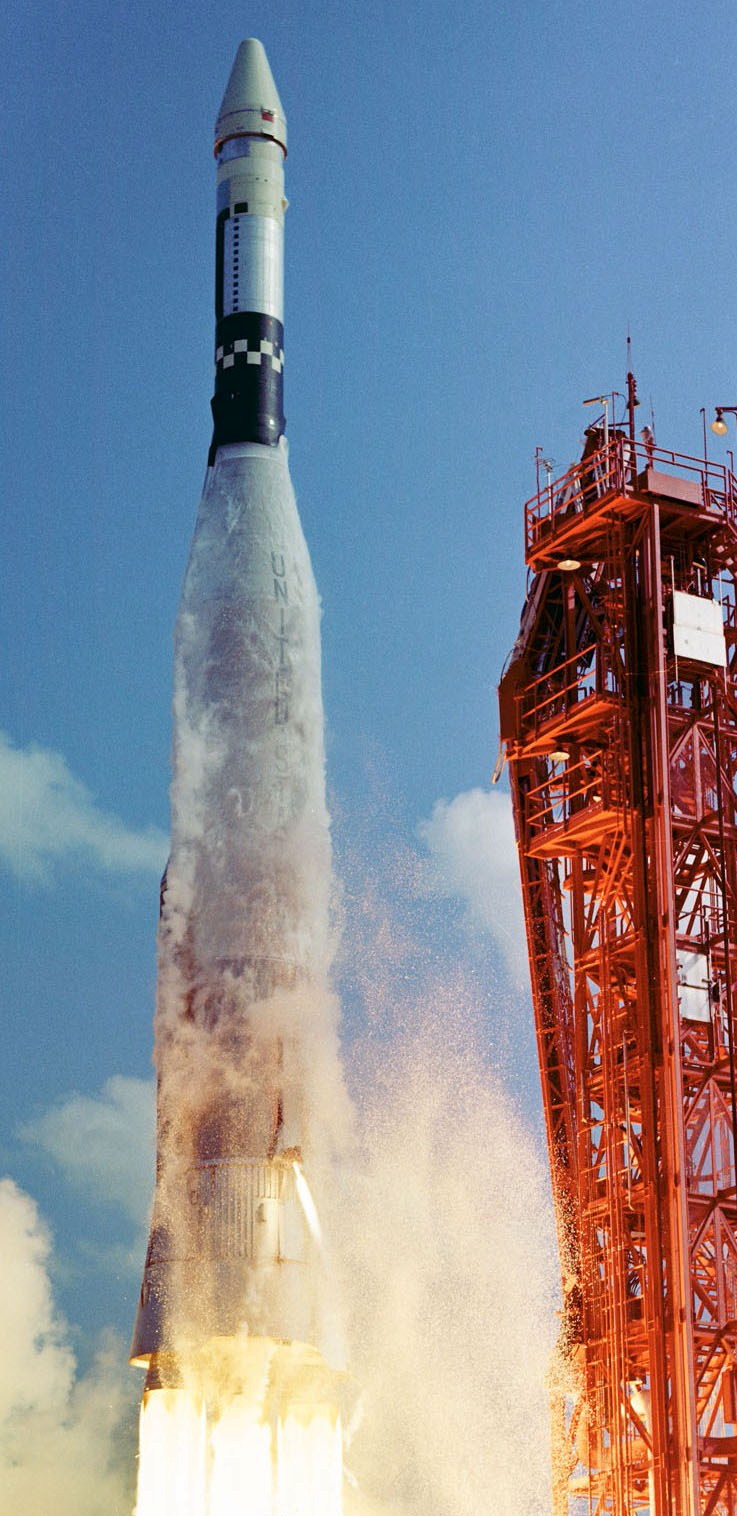
A végül kudarcot vallott Atlas-Agena startja 1965. október 25-én

Az eredeti elképzelések szerint a Gemini VI készen állt, hogy randevúzzon egy kipróbált Agena célrakétával (és egyben a közvélemény számára is kézzel foghatóvá, képekkel illusztrálttá tegye a az űrrandevút a Gemini V fantom randevúja helyett). Ehhez a NASA-nak egy szimultán startot kellett végrehajtania, előbb az Atlas rakéta/Agena célrakéta, utána a Titan II rakéta/Gemini űrhajó szerelvényekkel. Ennek során az Agena startolt volna először (igaz a két eszköz eltérő startelőkészítési ideje miatt a Gemini startprocedúrája kezdődött korábban), majd az embereket hordozó Gemini űrhajó követte volna. Ennek megfelelően 1965. október 25-én előbb az emberek beszállítása kezdődött meg és ez javában folyt már, amikor a 14-es indítóállásról útjára indult az Atlasz–Agena célrakéta. Az Atlasz rakéta rendben tette a dolgát és a Föld körüli pálya felé taszította az Agenát, amelynek hajtóművével kellett elérni a végső Föld körüli pályát. Még hat percig működött az Agena saját hajtóműve, amikor a telemetriai adatok hirtelen megszakadtak. A rossz hírt pillanatokon belül a követő rádióállomások is megerősítették: – „Ne örüljetek, ne örüljetek!” – szólt a híradás, illetve beérkeztek az első jelentések, hogy roncsok és törmelék hullik alá az égből. Az Agena ismeretlen okból megsemmisült. Nem lévén hova indulni és mivel találkozni odafenn, a Gemini VI startját leállították, a legénységet kiszállították az űrhajóból.
Az Agena ugyan ennél a repülésnél debütált volna űrbéli alkalmazását illetően, azonban ekkorra már 140 sikeres start állt mögötte a hadseregnél, ezért meglehetősen megbízhatónak volt mondható. Azzal azonban, hogy a roncsok szanaszét szóródtak az óceánban a kivizsgálók megfosztattak a lehetőségtől, hogy a hiba pontos okát megtalálják és annak alapján egy másik Agena-t a lehető leggyorsabban felküldjenek. A gondolat, hogy mit lehetne tenni ebben a helyzetben, még a hibás start napján megszületett. Frank Borman és Jim Lovell a következő kijelölt Gemini legénység a fültanúja volt, amikor a cape kennedy-i start után a McDonnell vezetői azt kezdték egymás között fontolgatni, hogy miért ne lehetne az Agena helyett egy másik Gemini a céltárgy.
Az ezidőtájt nagyon szorosan együtt dolgozó NASA, McDonnell és Légierő vezetők között közszájon kezdett forogni az ötlet, majd a McDonnel hivatalosan is benyújtotta, hogy meg kéne próbálni, hogy a Gemini VI ne egy újabb Agena-val, hanem a soron következő repülésen a Gemini VII-tel találkozzon. Ehhez annak a feltételnek kellett teljesülnie, hogy a NASA rendkívül hamar, lényegében két héten belül képes legyen felbocsátani két Gemini űrhajót. Arra már 1964-ben születtek elképzelések, hogy ne egy, hanem legalább két Gemini felbocsátásra képes indítóállása legyen a cape kennedy-i űrkikötőnek. Korábban születtek tervek, amelyek arról szóltak hogyan lehetne mentésre felküldeni egy Gemini űrhajót, ha fenn baj történne, de ennek konkrét továbbvitele nem történt meg. A két Gemini űrhajó szimultán reptetése és az első igazi űrrandevú végrehajtása azonban ismét előhívta a terv szükségességét, amit egy nem túl népszerű lehetőség mentén ki is dolgoztak. A „Rapid kilövés” elképzelés arról szólt, hogy maximum két héten belül az összes lehetséges műveletet felgyorsítva fel kell tudni bocsátani egy másik űrhajót is az elsőként feljuttatott után. Közben felmerült az az ötlet is, hogy cseréljék meg az űrhajókat, a Gemini VII-et szereljék a már indulásra felkészített Gemini VI Titan II-jére és a Gemini VI kerüljön át a másik rakétára, ezzel időt spórolhattak, hiszen csak egy rakétát kellett felkészíteni, a másik a korábbi meghiúsult start miatt ezen már átesett. Azonban gond volt azzal, hogy a Gemini VII 117 kilogrammal nehezebb volt – tekintettel a 14 naposra tervezett ellátmányra –, ezért a másik űrhajó rakétája nem tudta volna megfelelő pályára állítani. Ennek okán ez az alternatíva egyre kisebb eséllyel látszott befutónak, előtérbe került a folyamatok végletekig való felgyorsítása.
Végül a vezetés arra a következtetésre jutott, hogy kilenc nap különbséggel felbocsátható egymást követően a két űrhajó ugyanarról az indítóállásról. A felbocsátást végző személyzet „pokolian nagy kihívásnak” értékelte a metódust. Már csak azt kellett kitalálni, hogyan tud a követőhálózat két űrhajót egyszerre követni és megkülönböztetni, de végül erre is megoldást találtak, az egyik űrhajót a Mercury-nál alkalmazott módszerrel, a másikat a Gemininél alkalmazottal kezelik.
Nem sokkal később felszállt a Gemini VII és ettől a pillanattól kezdve a repülést hivatalosan is átnevezték Gemini VI-A jelöléssel, csak, hogy megkülönböztessék a korábbi Agena-t használó kísérlettől. A VII startja után szinte rögtön a VIA került fókuszba, megkezdődött az indítóállás és az űrszerelvény indítási felkészítése. Eleddig azonban a közvélemény semmit sem tudott arról, hogy az Agena kudarca után a NASA 19-re kíván lapot húzni és egyenesen két embervezette űrhajóval megpróbálni a randevút. Ekkor azonban közbe avatkozott a politika: Lyndon B. Johnson elnök maga akarta bejelenteni, hogy mivel próbálkozik meg a Gemini legénység, olyan nagy jelentőségűnek ítélte meg a kísérletet. A NASA és a Gemini–program vezetése tanácskozást hívott össze, hogy szabad-e az elnöknek megengedni a bejelentést (ami egy esetleges kudarc esetén kínos lehet később), ám a felelősök végül engedtek az elnöki nyomásnak.
Ekkor már csak egyetlen eldöntendő kérdés maradt: szó volt a tervezés kezdetekor egy esetleges űrsétáról is, sőt arról, hogy Stafford és Lovell esetleg helyet cserél a két űrhajóban, ezzel is bizonyítva a legortodoxabb szkeptikusok számára, hogy valóban megtörtént a randevú. Borman, a Gemini VII parancsnoka azonban hevesen ellenállt, nem kívánta semmivel sem veszélybe sodorni a küldetését, hogy 14 napon keresztül kitartsanak fenn az űrben. Schirra és Stafford egy ideig még kampányolt az űrsétáért, ám, amikor merev ellenállásba ütköztek, végül az űrséta törlődött a forgatókönyvből.

### Gemini VII

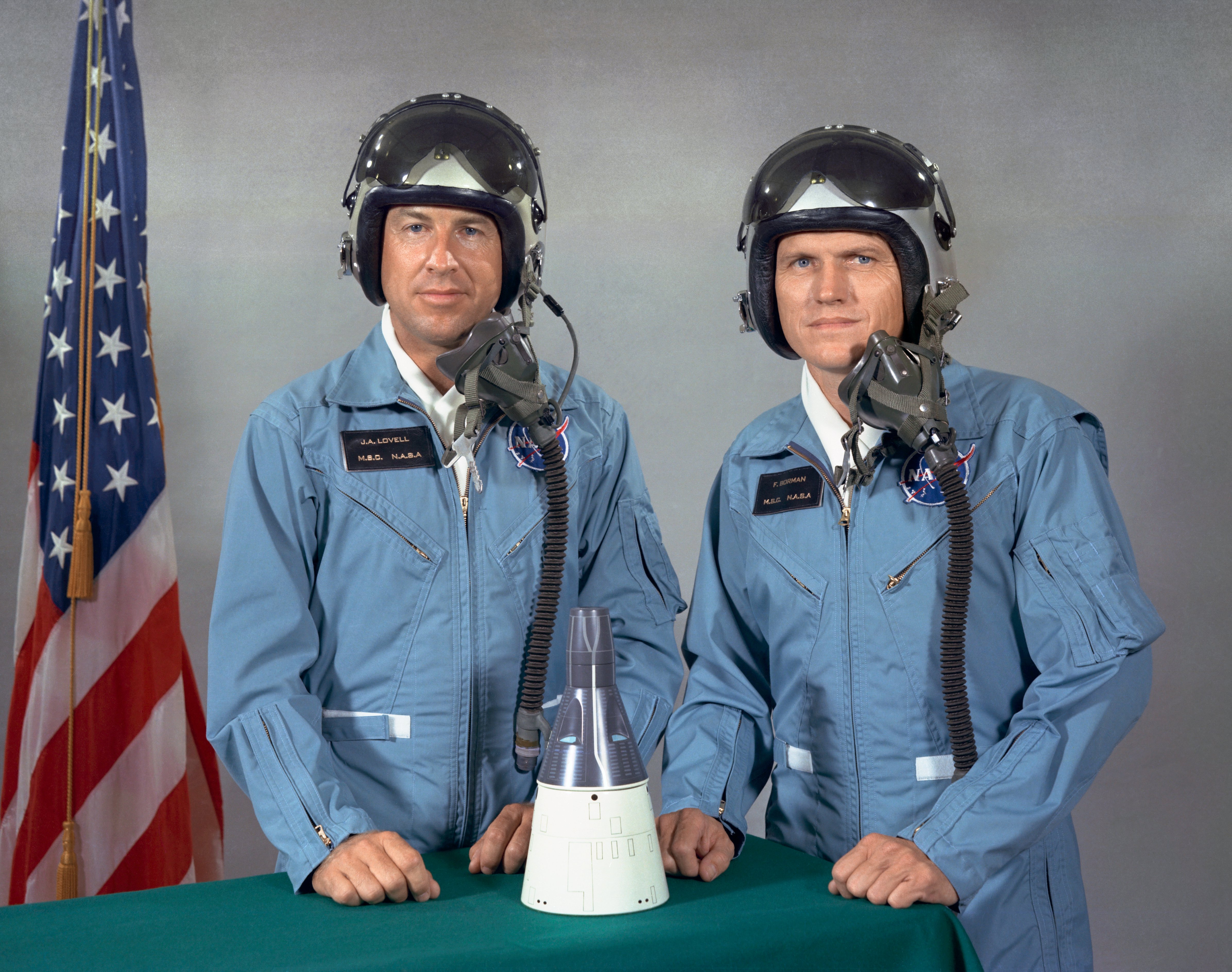
Jim Lovell és Frank Borman, a „másik” űrhajó legénysége

A döntés értelmében az egyébként addig teljesen önálló repülés, a Gemini VII hirtelen előlépett a Gemini VI céltárgyává. Ennek ellenére a Gemini VII inkább maradt egy önálló repülés, mintsem a szimultán repülés egyik tagja. Történt ez azért, hogy minél kevésbé veszélyeztessék az egyébként is nagy kihívást jelentő 14 napos időtartam kitöltését. A randevú során a Gemini VII passzív szerepet kapott: a repülést tekintve minden teljesen úgy folytatódott tovább, mint ahogy a randevú előtt, a manővereket, megközelítéseket, térbeli helyzetváltoztatásokat a másik űrhajó kapta feladatul, maximum a két űrhajó közötti kommunikáció és a vizuális megfigyelések jelentettek különlegességet, mást az addigi repülés helyett. A felkészülés során két fontos dolog volt, amelyet a kivételesen hosszú időtartam miatt meg kellett oldani a Gemini VII számára. Az egyik az űrhajósok öltözéke volt, a másik a tárolás. Az utóbbi tekintetében a felhasznált eszközök, csomagolóanyagok – immár ez előző repülések tapasztalatait is figyelembe véve – könnyen és hamar fel tudtak halmozódni a kabinban. Ezt megelőzendő ki kellett találni, hogy két hétig hová szemetelhettek az űrhajósok. Erre a legmegfelelőbbnek a Borman és Lovell ülése mögötti tér mutatkozott. A legnagyobb kérdés az űrruha kérdése volt. A gyártónál már korábban elindult egy fejlesztés egy könnyebb ruha létrehozására, amely a repülés idejére érett be. Végül harmadával lehetett csökkenteni az űrruha tömegét, amely így 7,3 kilogrammot nyomott és az űrhajósok is meglehetősen könnyűnek találták viselni. Emellett megszületett a döntés (mivel ráadásul az életfenntartó rendszer hatékonyabban működött, amikor a ruhák nem voltak rákapcsolva), hogy a felszállás, a randevú és a leszállás idején kívül akár le is vehetik a ruhákat az űrhajósok.
A Gemini VII startjára 1965. december 4-én, helyi idő szerint 14:30:04-kor (19:30:04 UTC) került sor, amelyet követően az űrhajó szinte pontosan az előre kijelölt pályára állt. A Titan II-ről való leválást követően (hogy minden eshetőségre számítva legyen randevú manőver a repülésen), az eltávolodott rakétafokozatot kellett ismét megközelíteni és együtt repülni vele. Borman ehhez megfordította az űrhajót, majd különösebb nehézség nélkül odamanőverezett a rakétafokozathoz és együtt maradt vele. Végül 15 méterre közelítették meg a Titan II-t bár az együtt repülés korrekciós manőverei vártnál több üzemanyagot emésztettek fel. A két űreszköz harminc percet repült együtt. Ezt követően a legénység megkezdte a megfigyelési és kísérleti programját.
Negyvenöt óra telt el a repülésből, amikor a legénység egyik tagja (Jim Lovell) engedélyt kapott, hogy levegye az űrruháját (az irányítás kikötötte, hogy egyszerre csak az egyik űrhajós lehet űrruha nélkül). Innentől kezdve Borman minden alkalmat megragadott, hogy panaszkodjon az űrruha miatti kényelmetlenségéről. Ahogy az idő haladt előre az is világossá vált, hogy értelmetlen az egyik űrhajóst a ruhában tartani, miközben a másik nincs benne. Ennek ellenére eljött az idő, hogy Borman levetkőzzön, Lovell pedig vissza és bár az űrhajósok megpróbáltak alkudni, az irányítás ragaszkodott hozzá az orvosi hatások megfigyelése miatt. Végül, amikor az orvosi adatok is azt mutatták, hogy az űrruha nélkül a szívverés, vérnyomás és egyéb élettani értékek közelebb vannak a normálishoz a vita eldöntetett és mindkét űrhajós levehette az űrruháját.
A kilencedik napon izgalommal várta Borman és Lovell, hogy a „látogatók” érkezése valamelyest változatosságot hoz a 14 napos repülés egyhangúságába. Ám aznap hiába várták a másik űrhajót a start meghiúsult.

### A repülés
A Gemini VI és Gemini VII találkozására 1965. december 12-t tűzték ki, a Gemini VII repülésének kilencedik napját (lényegében ez a kilenc nap kellett hozzá, hogy az indítóállást újra alkalmassá tegyék egy startra). Schirra és Stafford helyet foglalt az üléseikben és a visszaszámlálás rendben lefutott, amikor a tervezett felszállás előtt 1,2 másodperccel a rakéta farokrészéből kiesett egy elektromos csatlakozó. Ennek a csatlakozónak az indulás pillanatában kellett volna kiesnie (pontosabban kihúzódnia), amellyel beindult volna a repülés időzítésére szolgáló óra. Ám, hogy idő előtt, véletlenül és magától esett ki a csatlakozó, az egy sor nem kívánt eseményt váltott ki. Mivel az óra elindult, viszont a hiba érzékelő rendszer nem érzékelt semmilyen mozgást, ezt vészhelyzetnek ítélte meg és elzárta a hajtóanyag szelepeit, elkerülendő a robbanást, így a hajtóművek nem indulhattak el. Ebben a pillanatban Schirrának be kellett volna indítania a katapultálást (leírt szabály volt, hogy ha az óra megy, de nincs függőleges emelkedés, akkor katapultálni kell), ám Schirra ezt nem tette meg. (Egyesek később ezt hibául rótták fel, mások szerint jól tette, hiszen a katapultülések azidőtájt még meglehetősen megbízhatatlanok voltak, megint mások szerint az álló helyzetben történő katapultálás legalább 20g-s terhelést jelentett volna az űrhajósoknak, amit nem úszhattak volna meg súlyosabb sérülések nélkül).
Szerencse volt a szerencsétlenségben, hogy ha a csatlakozó akár csak tizedmásodpercekkel később esik ki, a rakéta pár centit emelkedett volna, amiből visszazökkenve az indítóállás talpazatára a könnyű, gyenge acélszerkezet megrepedt volna és a 136 tonna üzemanyag óriási robbanást keltett volna. Miután a robbanásveszély elmúlt, Guenther Wendt az indítóállás felelős vezetője bemehetett a rakéta melletti ún. Fehér Szobába és kiszállította az űrhajósokat. A vezetés hamar levonta a következtetéseket: az űrszerelvény lényegében sértetlen – ekkor volt külön szerencse, hogy Schirra nem katapultált a műveleti szabályok ellenére –, csak a hibát kell megtalálni és elhárítani, a Gemini VII még hat napig fenn kering, így 1-2 nap múlva megkísérelhető az újabb start. A Martin Repülőgépgyár és a légierő emberei négy nap alatt készítették fel az újabb startra a rakétát. Közben azt is kiderítették, hogy az egyetlen hiba a csatlakozó idő előtti kihúzódása volt. Tesztekkel megállapították, hogy nem minden csatlakozó egyforma, vannak nagyon könnyen kihúzható és nehezebben járó darabok is. Ezúttal egy nehezebben illeszkedőt választottak, valamint felszereltek még egy biztonsági drótot is, amely nem engedte a véletlen kihúzódást (később a biztonsági drót standard Gemini felszerelés lett). Az újabb startot december 15-re – a Gemini VII szempontjából talán az utolsó pillanatra – tűzték ki.
A Gemini–6A végül harmadik kísérletre 1965. december 15-én, helyi idő szerint 8:37:26-kor (13:37:26 UTC) startolt el Cape Kennedy 19-es indítóasztaláról. A pályára állás hibátlanul megtörtént, miközben Bormann és Lovell éppen elrepült Cape Kennedy felett (a fenn repülő űrhajósok feladatul kapták, hogy próbálják megpillantani a startoló második űrhajót, de a felhők miatt ez nem járt sikerrel, már Madagaszkár felett jártak, amikor sikerült megpillantani Schirraék kondenzcsíkját). A Gemini VIA pályáját úgy állították be, hogy az a Gemini VII-é alatt legyen, amely mivel közelebb húzódott a földfelszínhez, hamarabb tett meg egy keringést ennek hatására a kezdetben 1992 kilométeres különbség hamar olvadni kezdett, a lejjebb repülő űrhajó magától, minden beavatkozás nélkül kezdte utolérni a másik űrhajót. Az első keringés végen a kezdeti távolság 1175 kilométerre olvadt, majd a második keringésben az Indiai-óceán felett, amikor Schirra elkezdte az aktív manővereket a tényleges megközelítésre (és hogy a pályák tényleg azonosak legyenek), a távolság már csak 483 kilométer volt.

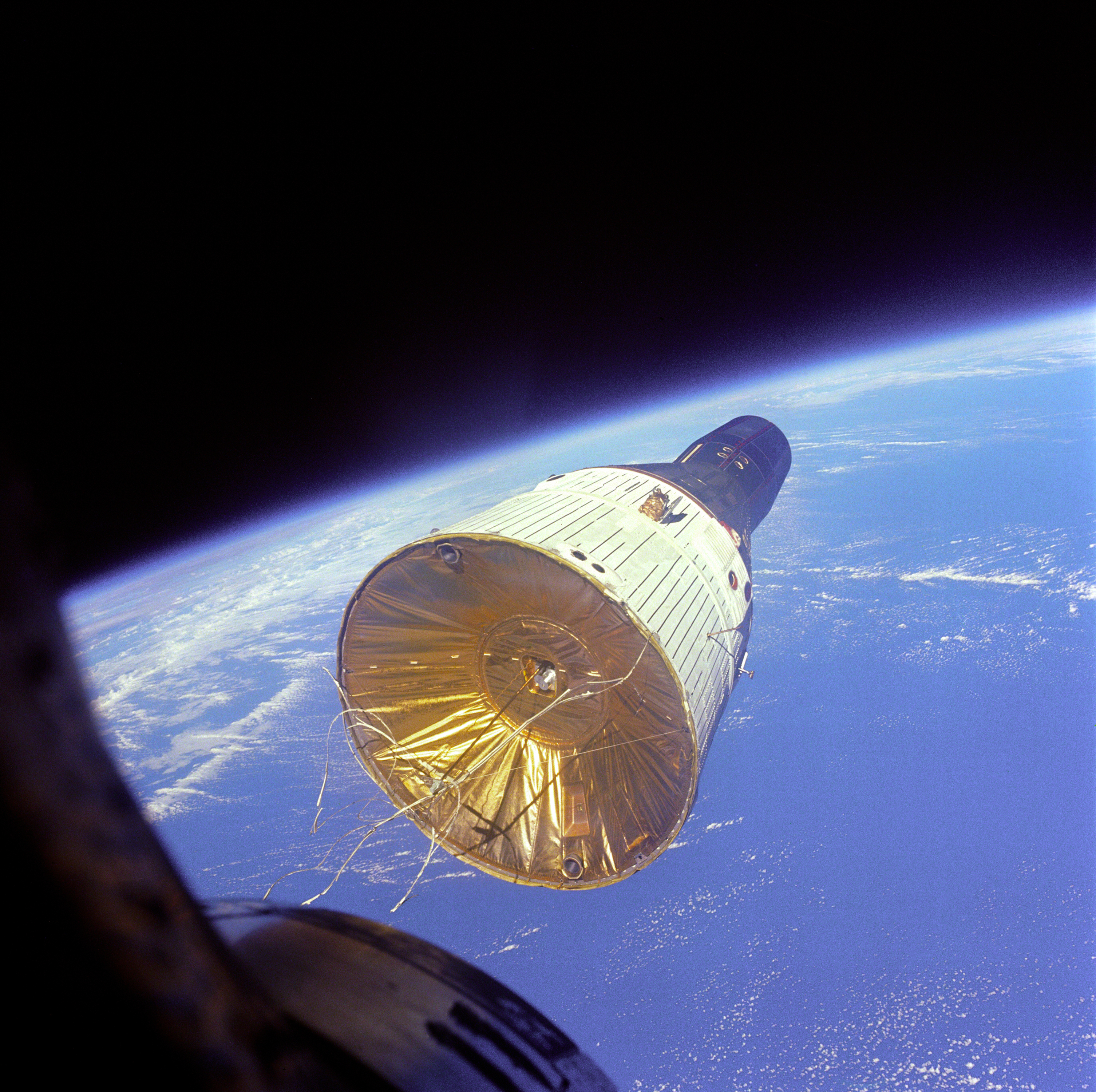
A Gemini VIA és a Gemini VII kötelékben repül

Az űrhajósok jelmondata szerint („M egyenlő 4”) a Gemini VIA négy keringés alatt érte utol a Gemini VII-et. Közben Schirráék folyamatosan olyan kisebb pályamódosításokat tettek, amellyel a pályájukat szinkronba hozták a másik űrhajóval. Kicsit több, mint 5 óra telt el a start óta, amikor Schirra – lekapcsolva a kabinvilágítást a saját oldalán, hogy jobban lásson ki – megpillantott egy nagyon fényes csillagot előttük: „Istenem. az aztán egy igencsak fényes csillag odakinn. Biztosan a Szíriusz az.”' De nem a Szíriusz, a legnagyobb látszó fényességgel rendelkező csillag volt az, hanem a másik Gemini űrhajó fénylett a napfényben, nagyjából 100 kilométerre az üldöző űrhajó előtt. Nem sokkal később megkezdődött a megközelítés utolsó szakasza, amelyben kb. 3,5 percenként egy kilométerrel csökkent a távolság az űrhajók között. Mindeközben a Gemini VII berepült a sötét félgömb fölé, aminek hatására Schirra el is vesztette szem elől a másik űrhajót, hogy aztán nem sokkal később újra megtalálja azt a helyzetlámpái alapján. Már csak 900 méter volt a távolság, amikor Schirra fékezni kezdte az űrhajójukat, nehogy túl nagy sebességgel érkezzenek meg Bormanék hajója közelébe. Kb. 200 méter távolságra lehettek, amikor ismét kibukkantak a napfényes félteke fölé. Schirra hamarosan 40 méterre csökkentette a távolságot, ahol egy kis időre meg is állapodtak úgy, hogy nem volt semmilyen relatív sebességkülönbség a két űrjármű között. Ezzel a művelettel az irányítás kijelenthette, hogy túl vannak a világ első űrrandevúján (korábban a Vosztok–3 és a Vosztok–4 is elég közel került egymáshoz a szimultán repülésük során 1962 augusztus 12-én, ám az csak pillanatokig tartott, mivel a két űrhajó más pályán repült a „találkozás” előtt és után is, így ez lényegében csak a jó startidőzítésnek volt köszönhető és senki sem tekintette randevúnak).

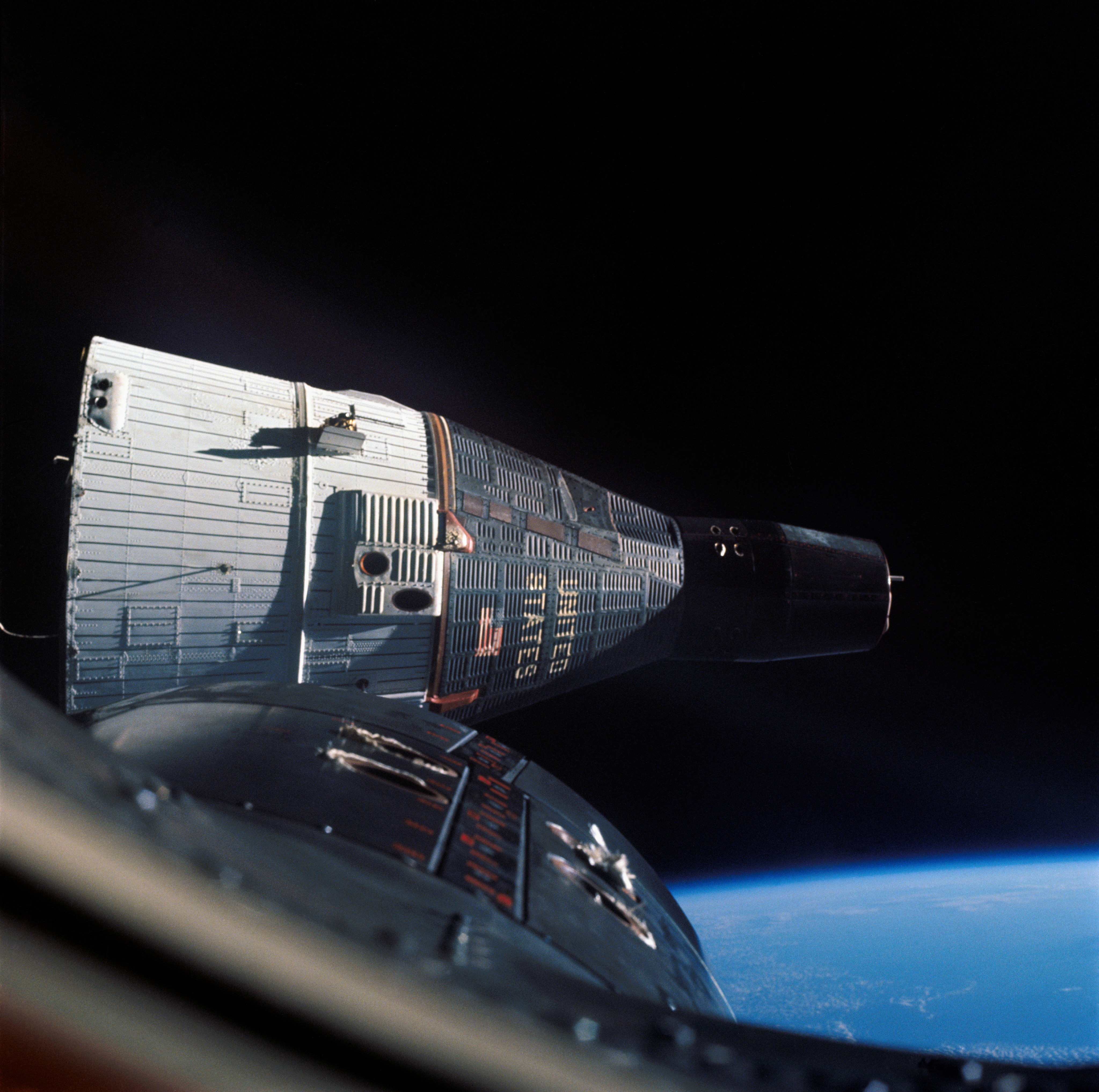
A Gemini VII a Gemini VIA ablakából fényképezve

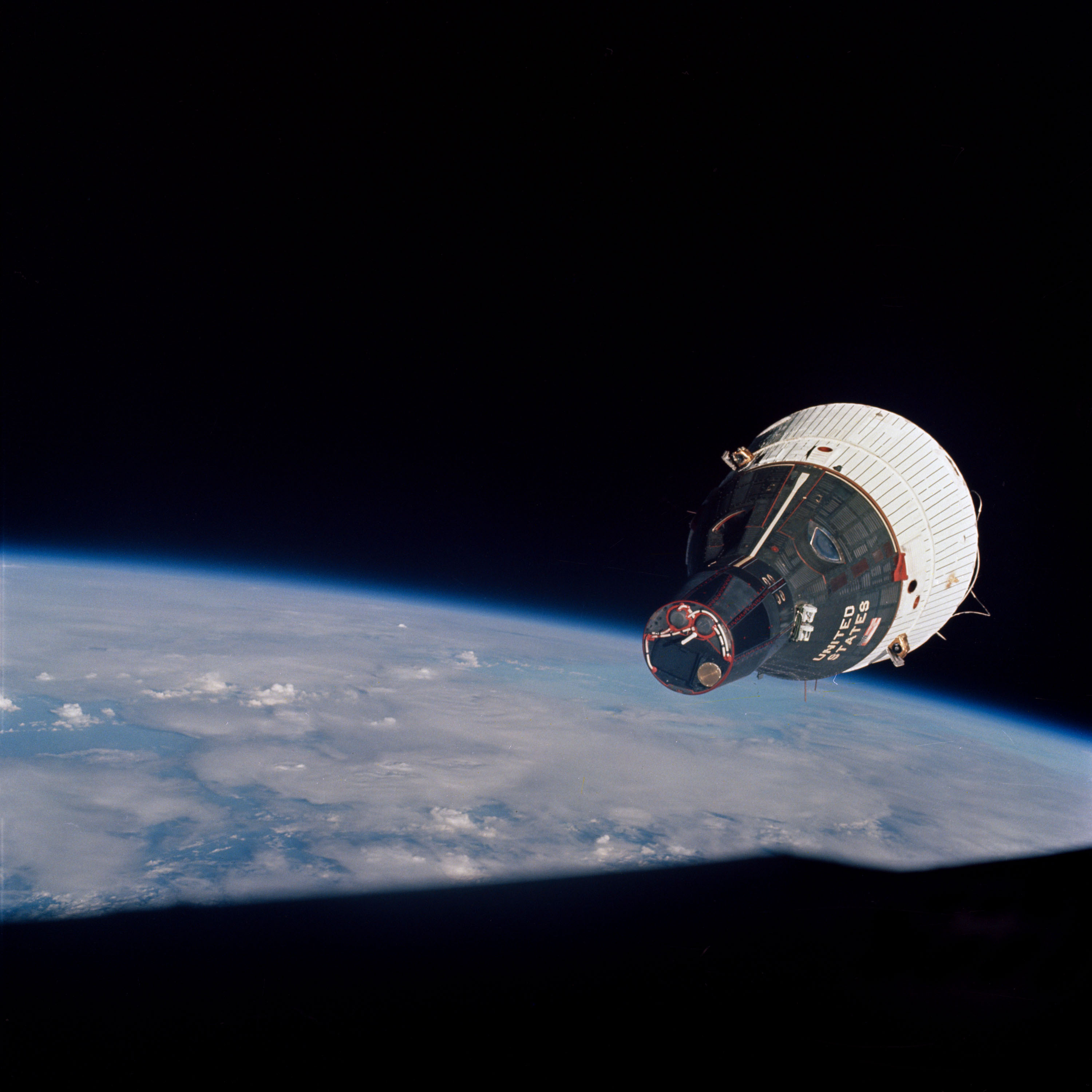
Űrhajók találkozása

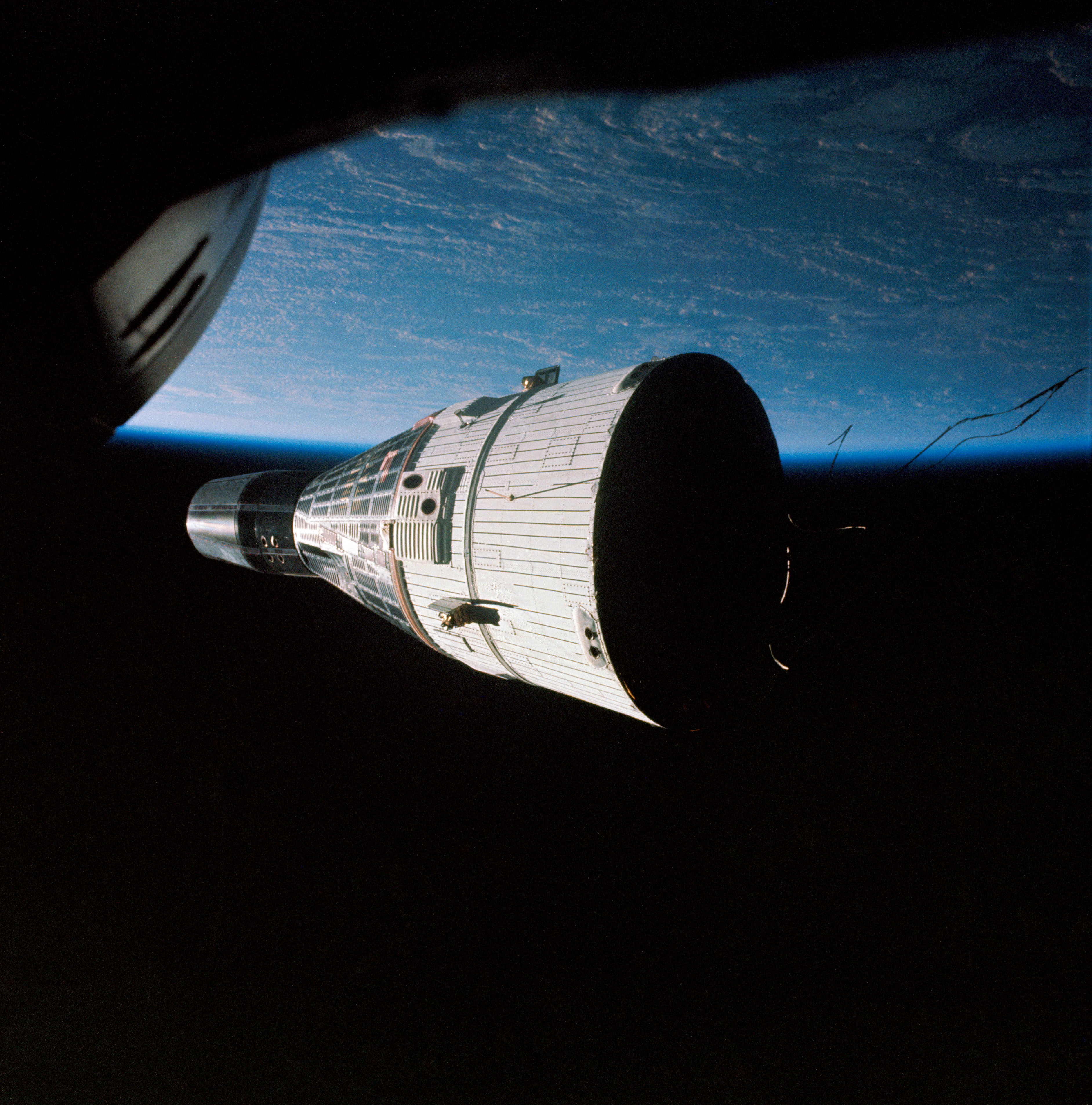
A világ első űrrandevúja

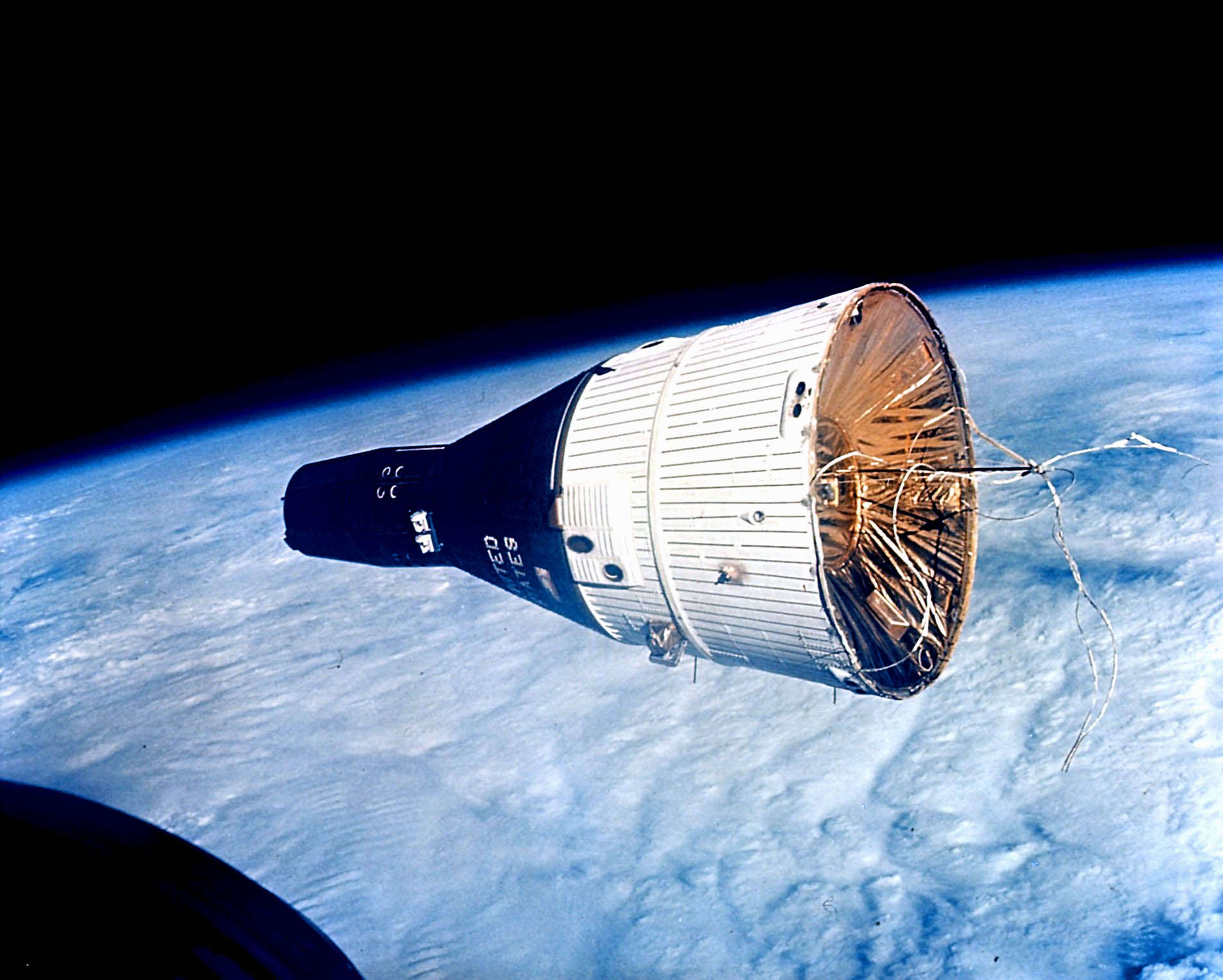
Jól láthatóak az űrhajó hátuljából kilógó, csapkodó kötelek, pányvák

A közelítési manőver során a hajtóanyag mindössze 38 százaléka fogyott el az aktív szerepet játszó Gemini VIA űrhajóból. A maradék ezután lehetőséget nyújtott arra, hogy Schirra körberepülje, majd különböző helyzetekben tartsa a kötelékrepülést a másik űrhajóval. Borman számára meglepetésként hatott a kormányhajtóművekből 10-12 méterre kicsapó lángcsóva, illetve, hogy az űrhajó hátulján milyen sok zsineg, pánt és egyéb dolog lobog, csapkod mozgás közben. A következő három keringés ideje alatt a két űrhajó együtt maradt és Schirra a 30 centimétertől a 90 méteres távolságig terjedő távolságban manőverezte hol közelebb, hol távolabb a másik űrhajót. Bormanék passzívak maradtak tekintve, hogy az ő hajtóanyag tartalékuk már csak 11 százaléknyi volt. A manőverezés mind napfényben, mind az éjszaka sötétjében (ilyenkor az űrhajókra szerelt navigációs fények segítettek a tájékozódásban) könnyűnek bizonyult. A Gemini manőverezésre szánt rendszere nagyon precíz műveletek kivitelezésére volt alkalmas a gyakorlatban.
Az együtt manőverezés után következett egy pihenési periódus a legénységek számára, amelyhez el kellett távolodniuk egymástól, nehogy véletlenül összeütközzenek. Ehhez a Gemini VIA 16 kilométerre távolodott el a másik űrhajótól. Schirra és Stafford ekkorra rendkívül kimerültek voltak, így egy gyors étkezést követően hamarosan el is aludtak. Ébredés után kellett meghozni a döntést, hogy a második űrhajó még meddig maradjon odafenn. Az eredeti műveleti tervek viszonylag rugalmasan kezelték a kérdést: a Gemini VIA, amint a randevút végrehajtotta, gyakorlatilag akár azonnal is visszatérhetett a Földre. Schirra és Stafford lényegében végrehajtott minden lényegeset, ráadásul az irányításnak nem kis gondot jelentett egyszerre két űrhajó figyelemmel kísérése úgy, hogy az igazi fókusz ismét a Gemini VII-re terelődött, hogy az elvégezhesse az elsődleges feladatát a 14 napos repülés kitöltését. Végül megszületett a döntés, hogy a Gemini VIA hazatérhet. Schirra egy tréfával nyugtázta a hírt. Fura rádióüzenetet közölt: „Gemini VII, itt a Gemini VI. Ott egy objektum, ami úgy látszik, mintha egy műhold lenne északról, délre tartva, poláris keringésben. Úgy néz ki, mintha éppen belépne a légkörbe...Nézzük csak...Talán ki tudjuk venni mi lehet az a dolog.”. Aztán a rádióban felhangzott a Jingle Bell és mindenki tudta, hogy Schirrák a Mikulás szánját „látták”. Aztán eljött a tényleges hazaindulás ideje is. „Igazán szép munka volt Frank és Jim. Viszlát a tengerparton”, szólt Schirra búcsúja, majd leválasztotta a műszaki egységet, hogy beindulhassanak a fékező rakéták.
A Gemini VIA hamarosan süllyedni kezdett a légkörben. Shirra beállította a manőverhez szükséges térbeli helyzetet (az űrhajó orra lefelé nézett), majd az automatika kb. 85000 méteren átvette az irányítást. Kezdetben úgy tűnt, hogy túlrepülnek a kijelölt célon, de Schirra ekkor közbeavatkozott (kissé növelte az űrhajó bedöntését), ami csökkentette a leszállási úthosszat. A számítógépet 24000 méter magasan kapcsolták ki, majd 14000 méteren kiengedték a stabilizáló ejtőernyőt, amely 3200 méteren kihúzta a főernyőt is. Az is egyfajta elsőség volt, hogy az ereszkedést és leszállást immár élő televíziós közvetítésben láthatta az amerikai nézőközönség, amelyet a kirendelt USS Wasp fedélzetéről közvetítettek. Az űrhajó 1965. december 16-án, 16 keringés, 25 óra 15 perc 58 másodperc repülés után csobbant az óceánba. Schirraék nem szálltak ki az űrhajóból, hanem azzal együtt emelték őket az anyahajó fedélzetére.
A szimultán repülés másik résztvevőjének azonban Schirráék távozásakor még volt négy napjuk. Hiába volt természetes, hogy amint lezajlott a randevú, Bormanék mindketten levehették újra az űrruhákat, hogy minél kényelmesebben legyenek, az a pszichikai teher, hogy lényegében egy VW Bogár két első ülésének megfelelő helyen kellett két hetet eltölteni összezárva, az űrhajósokra egyre nagyobb nyomást helyezett. Különösen Borman volt, akiben külön kellett a lelket tartani. Emellett műszaki problémák is felütötték a fejüket: az üzemanyagcella a 12. napon már csak az első napi energia töredékét volt képes szolgáltatni. A 13. napon egyenesen azzal fenyegetett az üzemanyagcella probléma, hogy teljesen leáll az áramellátás és időnek előtte kell kényszerleszállni, de végül a St. Louisban folyó kísérletek megnyugtatóan jelezték, hogy végigvihető lesz a 14 napos repülés. Az űrhajósok a repülés utolsó napját már az összepakolásnak és a hazatérés előkészületeinek szentelhették. A sikeres fékezőmanőver végén 1965. december 18-án 330 óra, 35 perc és 1 másodperces repülés után a Gemini VII is leszállt az Atlanti-óceánon, mindössze 11,8 kilométerre a kirendelt mentőhajó mellett.

## Küldetés paraméterek
- Tömeg: 3546 kg
- Perigeum: 161 km
- Apogeum: 259,4 km
- Pályahajlás: 28,97°
- Periódus: 88,7 perc